# Općinska nogometna liga Virovitica 1968./69.
Općinska nogometna liga Virovitica za sezonu 1968./69. 
 
Sudjelovalo je 8 klubova, a prvak je bio "Borac" iz Virovitice. 

## Ljestvica
| mj. | klub                     | ut. | pob. | ner. | por. | gol+ | gol- | bod |
| --- | ------------------------ | --- | ---- | ---- | ---- | ---- | ---- | --- |
| 1.  | Borac Virovitica         | 14  | 10   | 2    | 2    | 71   | 22   | 22  |
| 2.  | Zvijezda Turanovac       | 14  | 9    | 2    | 3    | 47   | 24   | 20  |
| 3.  | Proleter Lukač           | 14  | 8    | 2    | 4    | 45   | 40   | 18  |
| 4.  | Drava Terezino Polje     | 14  | 4    | 4    | 6    | 39   | 34   | 12  |
| 5.  | Bratstvo Gornje Bazije   | 14  | 6    | 0    | 8    | 35   | 35   | 12  |
| 6.  | Sloga Dugo Selo          | 14  | 4    | 3    | 7    | 37   | 50   | 11  |
| 7.  | Bilogora Špišić Bukovica | 14  | 4    | 2    | 8    | 34   | 52   | 10  |
| 8.  | Proleter Bušetina        | 14  | 3    | 1    | 10   | 21   | 62   | 7   |

- Dugo Selo – tadašnji naziv za Dugo Selo Lukačko

## Rezultatska križaljka
| kratica | klub                     | BIL | BOR | BRA | DRA | PROB | PROL | SLO | ZVI |
| --- | ------------------------ | --- | --- | --- | --- | ---- | ---- | --- | --- |
| BIL | Bilogora Špišić Bukovica |     |     |     |     |      |      |     |     |
| BOR | Borac Virovitica         |     |     |     |     |      |      |     |     |
| BRA | Bratstvo Gornje Bazije   |     |     |     |     |      |      |     |     |
| DRA | Drava Terezino Polje     |     |     |     |     |      |      |     |     |
| PROB | Proleter Bušetina        |     |     |     |     |      |      |     |     |
| PROL | Proleter Lukač           |     |     |     |     |      |      |     |     |
| SLO | Sloga Dugo Selo          |     |     |     |     |      |      |     |     |
| ZVI | Zvijezda Turanovac       |     |     |     |     |      |      |     |     |
| |                          |     |     |     |     |      |      |     |     |
| podebljan rezultat - utakmice od 1. do 7. kola (1. utakmica između klubova) rezultat normalne debljine - utakmice od 8. do 14. kola (2. utakmica između klubova) rezultat nakošen - nije vidljiv redoslijed odigravanja međusobnih utakmica iz dostupnih izvora rezultat smanjen * - iz dostupnih izvora nije uočljiv domaćin susreta prekrižen rezultat - poništena ili brisana utakmica p - utakmica prekinuta 3:0 p.f. / 0:3 p.f. - rezultat 3:0 bez borbe n.i. - nije igrano |                          |     |     |     |     |      |      |     |     |

 Izvori:

## Unutarnje poveznice
- Međupodsavezna liga Bjelovar 1968./69.